# Anton Hysén
Anton Hysén (* 13. prosince 1990, Liverpool, Anglie) je švédský fotbalista a příležitostný model, narozený v Anglii, jeden z mála otevřeně homosexuálních aktivních hráčů ve fotbalové soutěži.

## Rodinné zázemí a fotbalová kariéra
Anton je synem někdejšího švédského reprezentanta, internacionála, obránce Liverpoolu (1989–1992) a Fiorentiny Glenna Hyséna. Fotbalisté jsou i oba jeho bratři Tobias a Alexander. Prvorozený, o osm let starší nevlastní Tobias hrál rovněž jako švédský internacionál (v letech 2006–2007 za Sunderland FC), prostřední (o tři roky starší) Alexander za švédské kluby BK Häcken a Sundsvall. Narodil se v Liverpoolu v období tamního otcova působení, v roce 1992 se však rodina vrátila do Švédska, kde později bydlel v Göteborgu. Antonova matka je Helen Hysénová.
V letech 2007 až 2009 hrál za klub Häcken, ale kvůli řadě zranění s ním klub smlouvu neprodloužil. Poté přestoupil do klubu druhé divize (čtvrté úrovně švédské fotbalové soutěže) Utsiktens BK, jako levý záložník. V minulosti vystřídal také kluby Torslanda IK a Lundby IF. Hrál i ve švédském národním týmu do 17 let. V roce 2011 vedle fotbalu pracoval na částečný úvazek jako stavební dělník.
Na jaře 2014 podepsal smlouvu s fotbalovým klubem v americké Jižní Karolíně, The Myrtle Beach Mutiny. Klub hraje ve čtvrté divizi americké fotbalové soutěže. Už dříve strávil půl roku na škole v Severní Karolíně a o působení na americkém kontinentu v minulosti uvažoval; v roce 2011 jednal s kluby Sporting Kansas City a Vancouver Whitecaps.

## Coming out
V březnu 2011, ve svých 20 letech učinil veřejný coming out v rozhovoru pro švédský fotbalový magazín Offside, jako teprve druhý profesionální fotbalista po Justinovi Fashanu (1990) a první ve Švédsku. Zpráva proto vzbudila značnou mediální pozornost. Antonovu coming outu už předcházelo překvapivé vystoupení jeho otce na stockholmském Gay Pride v roce 2007, který tehdy s empatií promluvil o „16letém hráči, který se nechce přihlásit ke své orientaci kvůli obavám z reakcí spoluhráčů“. V rozhovoru pro Attitude Anton Hysén uvedl, že má také gay strýce a lesbickou sestřenici (ta také hraje fotbal). V minulosti byl 18 měsíců ve vztahu s dívkou, podle vlastních slov však usoudil, že „hraje za jiný tým“.
Po coming outu začal spolupracovat s britským projektem Fotbal proti homofobii (Football v Homophobia).
Britský Guardian ho v roce 2012 zařadil na 44. příčku v seznamu sta nejvlivnějších LGBT osobností.

## Modeling, film a televize
Anton Hysén se příležitostně věnuje modelingu. Např. už v roce 2011 pózoval pro titulní stránku letního speciálu magazínu Attitude Active, v květnu 2012 pro titulní stránku švédského časopisu QX.
V roce 2012 po úvodním váhání přijal nabídku na účinkování v sedmé sezóně televizní taneční soutěže Let's Dance švédské televize TV4, jíž se zúčastnil s taneční partnerkou Sigrid Bernsonovou a zvítězil. V té době také vznikal krátký dokumentární film Rise Above s podtitulem „film o Antonu Hysénovi“. Čtrnáctiminutový snímek režíroval Anders Berggren a byl mimo jiné uveden v květnu 2013 na LGBT filmovém festivalu v Bostonu.
V roce 2012 si navíc Anton Hysén zahrál postavu Magnuse v televizním filmovém dramatu režiséra Richarda Lidberga Tänk om ryktet är sant (volně přeloženo „Co když na těch řečech něco je“) o rodině ve švédském maloměstě, kterou obchází řeči o homosexualitě. Mělo jít původně o pilotní díl seriálu.